# Squaliobarbinae
A Squaliobarbinae a sugarasúszójú halak (Actinopterygii) osztályának pontyalakúak (Cypriniformes) rendjébe, ezen belül a pontyfélék (Cyprinidae) családjába tartozó alcsalád.

## Rendszerezés
Az alcsaládba az alábbi 3 nem tartozik:
- Ctenopharyngodon (Steindachner, 1866)
  - Amur (Ctenopharyngodon idella)

- Mylopharyngodon (Peters, 1881)
  - Fekete amur (Mylopharyngodon piceus)

- Squaliobarbus (Günther, 1868)
  - Squaliobarbus curriculus